# Knut Sjöberg (kemist)
Karl Oskar Knut Sjöberg, född 24 april 1896 i Jakobs församling i Stockholm, död 24 december 1975 i Danderyds församling i Stockholms län, var en svensk biokemist.
Efter studentexamen studerade Sjöberg på akademisk nivå, blev filosofie kandidat 1919, filosofie licentiat 1920 och filosofie doktor 1923. Han var docent i biokemi vid Stockholms högskola 1927–1946, ämneslärare på Stockholms samgymnasium 1928–1930, extra assistent vid Centralanstalten för försöksväsendet på jordbruksområdet 1929–1932, laborator i kemi 1932–1946 och professor i kemi vid Veterinärhögskolan 1946.
Han blev veterinärmedicinsk hedersdoktor i Stockholm 1954 och ledamot av Lantbruksakademien (LLA) 1949. Han utgav ett 80-tal skrifter i biokemi och fysiologisk kemi. Sjöberg var vice ordförande för Sällskapet för veterinärmedicinsk forskning 1954–1956.
Knut Sjöberg var son till apotekaren Knut Sjöberg och Elvira Olsson. Han gifte sig 1929 med Margit Mandahl (1900–1973), dotter till Thor Mandahl och Julia Jahnke. Tillsammans fick de en son Kjell (född 1934). Makarna är begravna i hans familjegrav på Norra begravningsplatsen i Stockholm.